# Domingo de Ugartechea
Domingo de Ugartechea (1794 - 24 de maio de 1839) foi um oficial do exército mexicano no século XIX, pela República do México. Ele foi morto defendendo Saltillo em 24 de maio de 1839.